# L'Auberge rouge (Balzac)
Pour les articles homonymes, voir L'Auberge rouge.
L’Auberge rouge est une nouvelle d'Honoré de Balzac, parue en 1831 dans la Revue de Paris, reprise la même année en volume chez Gosselin dans les Nouveaux contes philosophiques, puis incluse dans les Études philosophiques de La Comédie humaine.

## Historique
D’après l’étude que le philosophe Alain consacre à cette nouvelle, et selon l’analyse d’Anne-Marie Meininger : 

« L’Auberge rouge ne relève qu’en apparence du genre policier avec assassinat, fausse piste, erreur judiciaire et criminel à la fin démasqué. En réalité, l’œuvre est bien “philosophique” comme l’a voulue Balzac dès sa rédaction en 1831, et bien à sa place là où il l’a mise dans La Comédie humaine. »

Le texte, paru la même année que La Peau de chagrin, marque un tournant décisif dans la carrière littéraire de Balzac et valut à son auteur une véritable aura de grand écrivain, capable de sublimer tous les genres, d’imprimer une patte personnelle au fantastique. Le succès fut tel que la renommée d’Honoré de Balzac prit des proportions considérables parmi les grands esprits : George Sand, Charles Philipon, entre autres.
Mais il réveilla aussi la jalousie des « petites » gens de lettres qui avaient d’abord raillé le « faux noble » avec une bassesse inouïe. Charles Rabou le fit prévenir de ce que Jules Janin, critique puissant, voulait arrêter cette montée en flèche de l’écrivain Balzac, soudaine et offensante : « Il a travaillé dans ce sens aux Débats et l’on vous y déteste cordialement. C’est une manière d’émeute. Bien. Il faut serrer les rangs… » En effet, la méchanceté tentait de lui barrer la route du succès en utilisant sa particule comme sujet de moquerie. Balzac avait eu le tort de signer Les Chouans « Honoré Balzac » et il n’avait rajouté le « de » que pour ses œuvres philosophiques qui faisaient grand bruit.
L’Auberge rouge révèle pourtant une technique d’écriture totalement innovante, où les questions sont à la fois posées et éludées, où la société paraît dans tous ses « effets » et dont les Études philosophiques constateront les causes. À ce titre, l’œuvre est importante.

## Résumé
Le banquier allemand Hermann, de passage à Paris, dîne en compagnie de la haute société. Il raconte à la fin du repas une étrange histoire qu’il a entendue lors de son emprisonnement à Andernach, au moment des guerres napoléoniennes, où il avait été arrêté comme franc-tireur par les Français.
Il s’agit d’un crime commis en 1799. Deux chirurgiens militaires passent la nuit dans une auberge, partageant leur chambre avec un industriel qui a fui les hostilités et qui avoue, au cours du repas, avoir sur lui une somme considérable en or ainsi que des diamants. L’un des deux chirurgiens, Prosper Magnan, très impressionné par cette révélation, ne peut s’endormir et imagine ce que la mort de l’industriel aurait de facile et de fructueux pour lui. Quand, enfin, il finit par s’endormir, il est réveillé par un remue-ménage : l’industriel a bien été assassiné, qui plus est avec un instrument chirurgical…
Prosper Magnan est innocent, mais il est arrêté, condamné et fusillé.
Pendant que le banquier allemand Hermann développe son récit, le narrateur de L'Auberge rouge est en train de l'écouter. Or, il est assis en face d'un autre convive qu'il voit se décomposer progressivement au cours du récit d'Hermann : c'est le véritable assassin, qui se trouve à la même table que lui, à son insu. Cet homme, Jean-Frédéric Taillefer (on l'apprend plus tard), est le père de Victorine Taillefer, que l’on retrouvera dans Le Père Goriot.
Devenu riche financier et couvert d’honneurs, Jean-Frédéric Taillefer s’effondre graduellement à mesure que le récit progresse. Son opulence, due à ce crime, n’a pas empêché de douloureux souvenirs (mais pas de remords, il est vrai), et Taillefer est saisi d’une crise nerveuse dont il meurt peu après.
Le narrateur balzacien, quant à lui, a deviné aussitôt la vérité. Il est amoureux de Victorine Taillefer et a des scrupules à épouser une héritière dont la fortune est couverte de sang. Il demande conseil à ses amis et la majorité pense qu'il ne devrait pas l'épouser. Le livre s'achève sans réponse.

## Confusion avec un fait divers
Ce texte est souvent confondu, à travers les adaptations cinématographiques, avec l’auberge de Peyrebeille en Ardèche, qui fut le théâtre d’une affaire criminelle au fort retentissement médiatique et qui porte, elle aussi, le nom de L’Auberge rouge. Le roman de Balzac n’a aucun rapport avec ce fait divers.
Entretenant la confusion, les éditions Gallimard ont procédé, en 2007, à une réimpression du roman précédemment publié en collection « Folio 2€ » en 2004, en recourant, en couverture de la nouvelle impression qui a conservé l'ISBN de l'édition de 2004, à une reproduction de l'affiche du film L'Auberge rouge, sorti en 2007, film dont le sujet n'a rien de commun, hormis le titre, avec le court roman de Balzac,.

## Films
Malgré ce quiproquo volontaire et l'homonymie des films de 1951 et de 2007, la nouvelle de Balzac a été adaptée à deux reprises au cinéma :
- L'Auberge rouge (1912), film français de Camille de Morlhon.
- L'Auberge rouge (1923), film français de Jean Epstein.